# 白马河 (闽江)

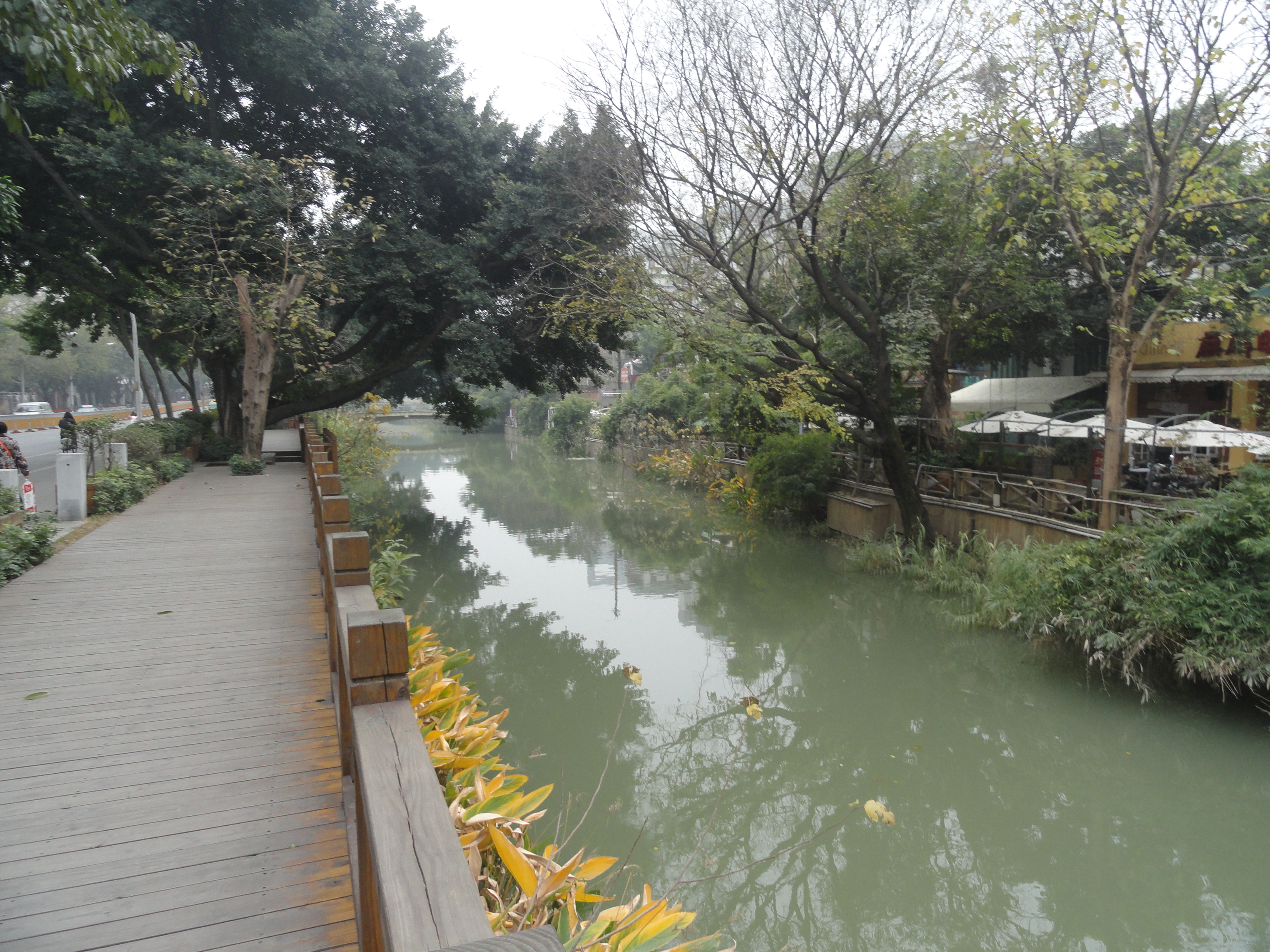
在白马路上拍摄福州白马河

白马河发源于中国福建省福州市西湖，是闽江的一条支流，沿途流过福州城区西部，支流不多，在台江区西部注入闽江。白马河与晋安河之间有人工河东西河相连。白马河沿岸有白马河公园，沿河而建的白马路横贯福州市区南北，是福州交通主干道之一。